# Loknja
Loknja è un insediamento di tipo urbano della Russia europea nordoccidentale, situato nella oblast' di Pskov; appartiene amministrativamente al rajon Loknjanskij, del quale è il capoluogo.